# الحندقوقة
قرية الحندقوقة التابعة لمركز الحامول، كفرالشيخ، مصر.